# Oleh Il'ïn
Oleh Andrijovyč Il'ïn (in ucraino Олег Андрійович Ільїн?; Odessa, 8 giugno 1997) è un calciatore ucraino, centrocampista dell'Obolon' in prestito dal Kolos Kovalivka.

## Caratteristiche tecniche
È un esterno destro.

## Carriera
Cresciuto nel settore giovanile del Dnipro, ha esordito in prima squadra il 9 luglio 2017 disputando l'incontro di Kubok Ukraïny perso 2-1 contro il Demnja.
Il 28 febbraio 2018 è stato ceduto al Kolos Kovalivka.